# Família Tolkien
La família Tolkien és una família anglesa el membre més conegut de la qual és J. R. R. Tolkien, acadèmic i autor dels llibres de fantasia El hòbbit, El Senyor dels Anells i El Silmaríl·lion. Segons el mateix J. R. R. Tolkien, aquesta família havia emigrat de la Baixa Saxònia, a Alemanya, durant el segle xviii. El nom Tolkien, amb diferents transcripcions, encara es pot trobar en aquest país de l'Europa central. El nom probablement deriva de la població de Tolkynen, prop de Rastenburg, a la Prússia Oriental (avui dia Polònia i anomenat Tołkiny).

## Membres destacats

### J. R. R. Tolkien
John Ronald Reuel Tolkien CBE (3 de gener de 1892 – 2 de setembre de 1973) va ser un filòleg, escriptor i professor anglès.
La majoria de les publicacions de Tolkien conformen un cos connectat de contes, històries fictícies, llengües inventtades i assajos literaris sobre un món imaginari anomenat Arda, dins del qual es troba la Terra Mitjana ("Middle-earth" en anglès), que deriva del middel-erthe, middel-erd de l'anglès mitjà, que al seu torn prové del middangeard anglosaxó, i que finalment prové del nors antic Miðgarðr, la terra on viuen els humans a la mitologia nòrdica, i en certa manera identificat com un passat remot "alternatiu"· del nostre propi món. Tolkien utilitzava el concepte "llegendari" a la totalitat d'aquests escrits. La majoria d'aquest llegendari va ser publicat de manera pòstuma pel seu fill Christopher.
Tot i que molts autors havien publicat obres de fantasia abans que Tolkien, el gran èxit d'El hòbbit i El Senyor dels Anells van comportar un ressorgiment popular d'aquest gènere. Aquest fet ha conduït a la identificació popular de Tolkien com el "pare" de la literatura fantàstica moderna o, més concretament, de la coneguda com alta fantasia. El 2008 The Times va situar l'escriptor anglès en sisena posició del seu llistat dels "50 escriptors britànics més importants des del 1945". Forbes, a més, el va situar en cinquena posició en el seu llistat d'ingressos de les "celebritats mortes", l'any 2009.

### Arthur Tolkien
Arthur Reuel Tolkien (c. 18 de febrer de 1857 – 15 de febrer de 1896), pare de l'autor J. R. R. Tolkien, va néixer a Handsworth, Staffordshire, Anglaterra (avui un suburbi de Birmingham). Era el fill més gran de John Benjamin Tolkien i Mary Jane Stow, els quals s'havien casat el 16 de febrer de 1856 a l'Església de Tots els Sants (All Saints Parish Church) de Birmingham, Warwickshire.
Arthur va tenir sis germans:
- Mabel Tolkien (1858–1937), casada amb Thomas Evans Mitton;
- Grace Bindley Tolkien (n. 1861), casada amb William Charles Mountain;
- Florence Mary Tolkien (n. 1863), casada amb Tom Hadley;
- Marian Esther Tolkien (1866–1934), casada amb Frederick William Chippendale;
- Wilfred Henry Tolkien (1870–1938), corredor de borsa, casat amb Katherine Madeleine Green; i
- Lawrence George H. Tolkien (n. 1873), secretari d'una assguradora, casat amb (Emily) Grace McGregor.

El pare d'Arthur, John, abans havia estat casat amb Jane Holmwood, amb la qui havia tingut quatre fills: Emily (b. 1838), Louisa (b. 1840), John Benjamin (b. 1845), i Jane (b. 1846).
John Benjamin Tolkien havia estat professor de piano i venedor d'aparells musicals abans de declarar-se en bancarrota el 1877. Arthur no va seguir els passos del seu pare, a diferència de molts dels seus cosins, que van seguir la tradició dels Tolkien de comerciar amb aquest instrument; en canvi, es va convertir en banquer i va acabar traslladant-se a Bloemfontein, aleshores a l'Estat Lliure d'Orange (avui Sud-àfrica), on es va convertir en el director de la branca de Bloemfontein del Banc d'Àfrica.
Poc més tard el va seguir la seva promesa, Mabel Suffield. Es van casar el 16 d'abril de 1891 a la Catedral de Sant Jordi de Ciutat del Cap, aleshores a la Colònia del Cap (avui província del Cap, a Sud-àfrica). Van tenir dos fills, John Ronald Reuel (n. 1892) i Hilary Arthur Reuel (n. 1894). La família vivia a la porta del costat del banc.
Mabel Tolkien considerava que el clima anglès seria millor per la salut dels nens, així que va tornar a Anglaterra el 1895 amb els dos fills. Arthur es va quedar a Sud-àfrica, on va morir per culpa d'una hemorràgia molt greu provocada per una febre reumàtica, el 15 de febrer de 1896, abans de poder tornar amb la seva família a Anglaterra.
Està enterrat al cementiri del president Brand, a la cantonada de les avingudes Church i Rhodes de Bloemfontein.

### Mabel Tolkien

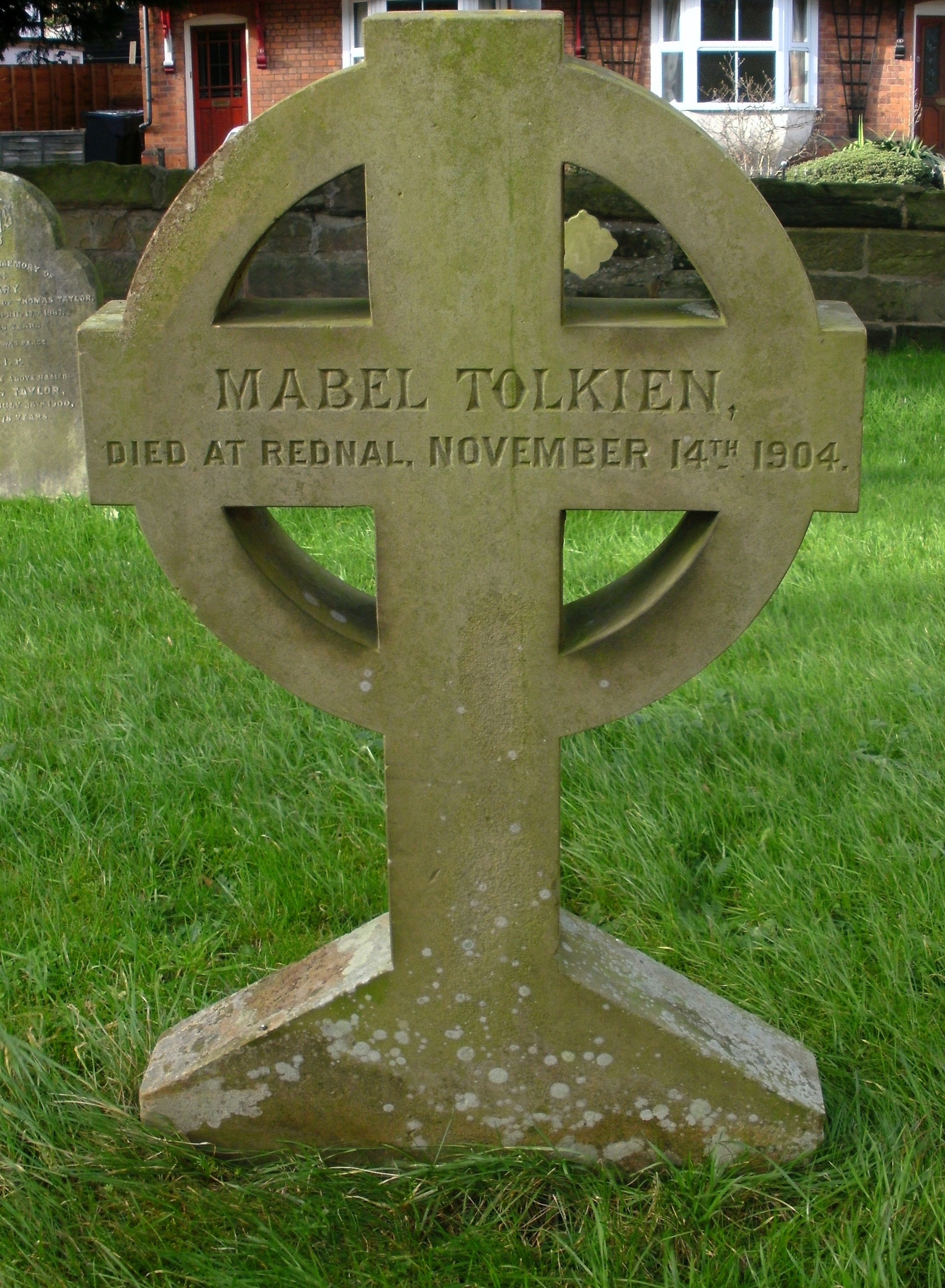
Església Catòlica de Sant Pere, Bromsgrove: tomba de Mabel Tolkien (1870–1904)

Mabel Tolkien, nascuda Suffield (1870 – 14 de novembre de 1904) va ser la mare de J. R. R. Tolkien.
Els seus pares, John Suffield i Emily Jane Sparrow, van viure al carrer Stirling de Birmingham, on eren propietaris d'una botiga al centre de la ciutat. La família Suffield tenia el negoci en un edifici anomenat Lamb House des del 1812. Des del 1812 William Suffield hi regentava una llibreria i papereria; el besavi de Tolkien, també anomenat John Suffield, hi va regentar a partir del 1826 un negoci tèxtil, venent draperia i calceteria.
Quan va morir el seu marit, Arthur Tolkien, a Sud-àfrica, Mabel i els seus dos fills es van quedar sense ingressos. En un primer moment, van viure amb els seus pares a Birmingham, però després es van traslladar a Sarehole (avui Hall Green), aleshores un poblet situat a Worcestershire que, posteriorment, va ser annexat a Birmingham.
Mabel va fer de professora dels seus dos fills, essent J. R. R. (o Ronald, com era conegut a la família) un estudiant molt aplicat. La mare els va ensenyar molta matèria en l'àmbit de la botànica, despertant en el seu fill el plaer en l'observació de les plantes. Però les seves lliçons preferides eren aquelles que tenien a veure amb les llengües, ensenyant-los la mare les bases del llatí des de ben petits. També els va ensenyar a escriure, i la seva cal·ligrafia ornamentada va influenciar l'escriptura a mà del seu fill.
Mabel Tolkien es va convertir al catolicisme romà el 1900 tot i les protestes vehements de la seva família baptista, que en aquell moment va deixar d'ajudar-la econòmicament. Va morir a conseqüència de les complicacions patides en la seva diabetis el 1904 (quan tenia al voltant dels 34 anys, l'edat en què una persona amb diabetis mellitus de tipus 1 podia viure sense tractament; la insulina no es va descobrir fins dues dècades més tard), quan Tolkien tenia 12 anys, a Fern Cottage, Rednal, on es trobaven de lloguer. Durant la resta de la seva vida, Tolkien la va veure com una màrtir de la seva fe, fet que va tenir un gran impacte en les seves pròpies creences catòliques.

### Edith Tolkien
Edith Mary Tolkien, nascuda Bratt (21 de gener de 1889 – 29 de novembre de 1971) va ser la muller de J. R. R. Tolkien. Va servir d'inspiració per alguns dels seus personatges de ficció, com ara Lúthien Tinúviel, princesa èlfica i la més bella de tots els fills d'Ilúvatar (el nom del Déu en la ficció de Tolkien).
Bratt va conèixer a Tolkien el 1908, quan els dos vivien en la mateixa pensió. Tots dos eren orfes. La parella es va enamorar, tot i que Bratt era tres anys més gran que Tolkien. Abans d'acabar el 1909 la relació va ser descoberta pel tutor de Tolkien, el pare Francis Xavier Morgan, el qual prohibí a Tolkien seguir veient Bratt fins que no arribés als 21 anys. Sense excepció, Tolkien va obeir aquestes instruccions fins que va arribar a la majoria d'edat. Es van casar el 1916.
La parella està enterrada al cementiri de Wolvercote, a Oxford; sota els seus noms, a la tomba, hi ha els de Beren i Lúthien: en el llegendari de Tolkien, Lúthien i Beren van ser amants separats pel pare d'ella, el rei Thingol.

### Hilary Tolkien
Hilary Arthur Reuel Tolkien (17 de febrer de 1894 - 1976), el germà petit de J. R. R. Tolkien, va néixer a Bloemfontein, Sud-àfrica. El clima no va ser gaire benigne per J.R.R. Tolkien, motiu pel qual la seva mare va decidir emportar-se els dos fills per visitar els seus pares a Kings Heath, Birmingham. Quan el seu pare va morir, el 1896, va decidir quedar-se a Anglaterra amb els seus dos fills. Es van traslladar a Sarehole, un poblet a prop de Birmingham, aquell mateix any. De petit, J.R.R. Tolkien acostumava a explicar històries al seu germà petit, convertint en ogres algunes de les persones adultes del poble. Ronald va rebatejar el fill del granger de Sarehole Mill The White Ogre (L'ogre blanc). Un altre granger, acostumat a terroritzar els nens entrant a les seves terres, va ser batejat com el Black Ogre (Ogre negre). Una vegada va perseguir a Ronald per agafar bolets a la seva granja. Hilary va escriure aquestes històries, cartes i records dels seus temps de petit en un quadern durant la seva adolescència. El contingut d'aquestes notes va ser publicat en un llibre titulat Black & White Ogre Country: The Lost Tales of Hilary Tolkien el 2009.
El 1902 la família es va desplaçar al número 26 d'Oliver Road, a Edgbaston (Birmingham), i posteriorment van assistir tots dos a la St. Philip's School de Birmingham. No obstant, aviat van deixar l'escola i la seva mare va començar a educar-los a casa. El 1904, els dos germans es van posar malalts, a conseqüència de les pobres condicions de la casa on vivien, contraient Hilary, a més, pneumònia. Quan la seva mare va contraure diabetis, Ronald va marxar a viure amb la seva tieta Jane i el seu futur marit, Edwin Neave. Hilary va marxar a viure amb els seus avis materns, els Suffield. Després de la mort de la seva mare, van ser criats pel pare Francis Morgan. Hilary, més tard, va aprovar l'examen d'ingrés i va entrar a estudiar a la King Edward's School, el 1905, on també estudiava el seu germà gran. Hilary va abandonar l'escola el 1910 i, més endavant, va ajudar a la seva tia Jane Neave a dirigir la granja Phoenix, al poble de Gedling, Nottinghamshire. Hilary, el seu germà, la tia Jane i altres membres de la família Brookes-Smith van fer un viatge a Suïssa l'estiu de 1911. A finals de setembre de 1914, J. R. R. Tolkien va estar-se amb la seva tia i el seu germà a la granja durant uns dies. El 1914, en el marc de la Primera Guerra Mundial, Hilary es va allistar a l'Exèrcit britànic amb els Royal Warwickshire Regiment, essent ferit el 1916. Després del seu servei militar, Hilary va tornar a Gedling, on el 1922 va comprar un hort i un mercat prop d'Evesham, el poble ancestral de la família de la seva mare. El 1923 J.R.R. Tolkien, juntament amb la seva esposa i els seus fills, es van estar a casa de Hilary durant una temporada. Uns mesos abans de la seva mort, va visitar Hilary a Evesham. Hilary es va casar amb Magdalen Matthews el 1928. Van tenir tres fills. El primer, Gabriel, va néixer el 1931; el segon, Julian, el 1935; i, el tercer, Paul, el 1938. Hilary va morir el 1976.

### John Francis Reuel Tolkien
John Francis Reuel Tolkien (Cheltenham, 16 de novembre de 1917 – 2003) va ser el fill gran de J. R. R. Tolkien. Es va educar a la Dragon School d'Oxford i a la The Oratory School de Caversham (Berkshire) on, el darrer any, va decidir convertir-se en sacerdot. Seguint el consell de l'arquebisbe, va matricular-se a la universitat per estudiar anglès, entrant a l'Exeter College, on es va graduar el 1939. El novembre de 1939 va desplaçar-se a l'English College de Roma per estudiar per ser sacerdot. Com a conseqüència de l'inici de la Segona Guerra Mundial, el col·legi es va traslladar a Stonyhurst, a Lancashire, on John va prosseguir els seus estudis durant la resta de la guerra. Va ser ordenat sacerdot a l'Església de Sant Joan i Augustina de North Oxford. La seva primera posició va ser la de cura, entre 1946 i 1950, a l'Església de Santa Maria i Sant Benedict de Coventry, on ensenyava setmanalment a 60 nens i va organitzar l'edifici escolar de l'església. Entre 1950 i 1957 va ser cura a l'Església dels Màrtirs Anglesos de Sparkhill, a Birmingham. Posteriorment es traslladaria a North Staffordshire, on va ser capellà del University College of North Staffordshire, avui Universitat de Keele, i en dues escoles de gramàtica, el St Joseph's College, Trent Vale, i la St Dominic's High School, Hartshill. Va ser sacerdot de la parròquia de l'Església Catòlica Romana de Knutton entre 1957 i 1966, moment en què es traslladà a la Our Lady of the Angels and St Peter in Chains Church (Stoke-on-Trent). Va dirigir la construcció d'una nova escola, a més de ser el director dels governadors de la Bishop Bright School, capellà de l'Associació de Professors Catòlics de North Staffordshire i capellà dels Joves Estudiants Cristians. El 1987 va tornar a Oxford, a Eynsham, on va ser capellà de l'Església Catòlica de Sant Pere fins a la seva jubilació, el 1994. El pare Tolkien també va servir en parròquies d'Oxford, Birmingham i Warwickshire.
El 1987, juntament amb la seva germana Priscilla, van començar a identificar una col·lecció ingent de fotografies familiars. El 1992 van publicar un llibre titulat The Tolkien Family Album, contenint fotografies i recors de la família Tolkien i recordant la vida del seu pare, amb motiu de del seu 100è aniversari.

### Michael Hilary R. Tolkien
Michael Hilary Reuel Tolkien (22 d'octubre de 1920 – 27 de febrer de 1984) va ser un professor britànic. Va ser el segon fill de J. R. R. Tolkien, rebent el seu nom del germà petit de Tolkien, Hilary. Quan era petit, Michael va perdre el seu gos i va quedar molt trist. Per reconfortar-lo, el seu pare va començar a escriure la història de Roverandom per reconfortar-lo. La por de Michael per les aranyes va servir d'inspiració a Tolkien per escriure l'encontre entre Bilbo Saquet i les aranyes al Bosc Llobregós a El hòbbit. Michael també era propietari d'una nina de fusta, que més tard es convertiria en inspiració perl personatge de Tom Bombadil. El 1939, Michael es va presentar voluntari per combatre amb l'exèrcit britànic, però se li va exigir que continués els seus estudis universitaris, on estudiava història al Trinity College (Oxford). No obstant, el 1941 Michael Hilary Tolkien va servir en una bateria antiaèria durant la batalla d'Anglaterra, aconseguint la Medalla de Jordi pel seu paper. Va conèixer una infermera, Joan Audrey Griffith (1916–1982), amb qui es va casar aquell mateix any. Més tard, durant la Segona Guerra Mundial, va servir en bateries antiaèries tant a França com a Alemanya. El 1944 va tornar al Trinity College i va acabar els seus estudis. Es va graduar en història moderna el 1945.
Entre 1947 i la dècada de 1970 va treballar com a professor en diverses escoles catòliques del Regne Unit. El 1973, Michael Tolkien va publicar un article sobre el seu pare al The Sunday Telegraph: "J. R. R. Tolkien – The Wizard Father".
Michael i la seva muller van tenir tres fills: Michael George Reuel (b. 1943), Joan Anne (b. 1945) i Judith (b. 1951). Royd Tolkien és fill de Joan Anne, és a dir, net de Michael. Michael Hilary Reuel Tolkien va morir el 1984 a causa d'una leucèmia.

### Christopher Tolkien
Christopher John Reuel Tolkien (n. 21 de novembre de 1924) és el tercer fill de J. R. R. i Edith Tolkien. És conegut principalment per haver gestionat els drets de l'obra literària del seu pare; és l'editor de la majoria de les obres publicades de manera pòstuma del seu pare. The Tale of Beren and Lúthien  és el darrer exemple de la seva obra editorial, publicada l'1 de juny de 2017.
En el transcurs de la Segona Guerra Mundial, va servir a la Royal Air Force com a pilot. Després de la guerra va seguir els passos del seu pare, convertint-se en lector i tutor de llengua anglesa al New College (Oxford) entre el 1964 i el 1975. Actualment viu a França amb la seva segona esposa, Baillie Tolkien.

### Priscilla Tolkien

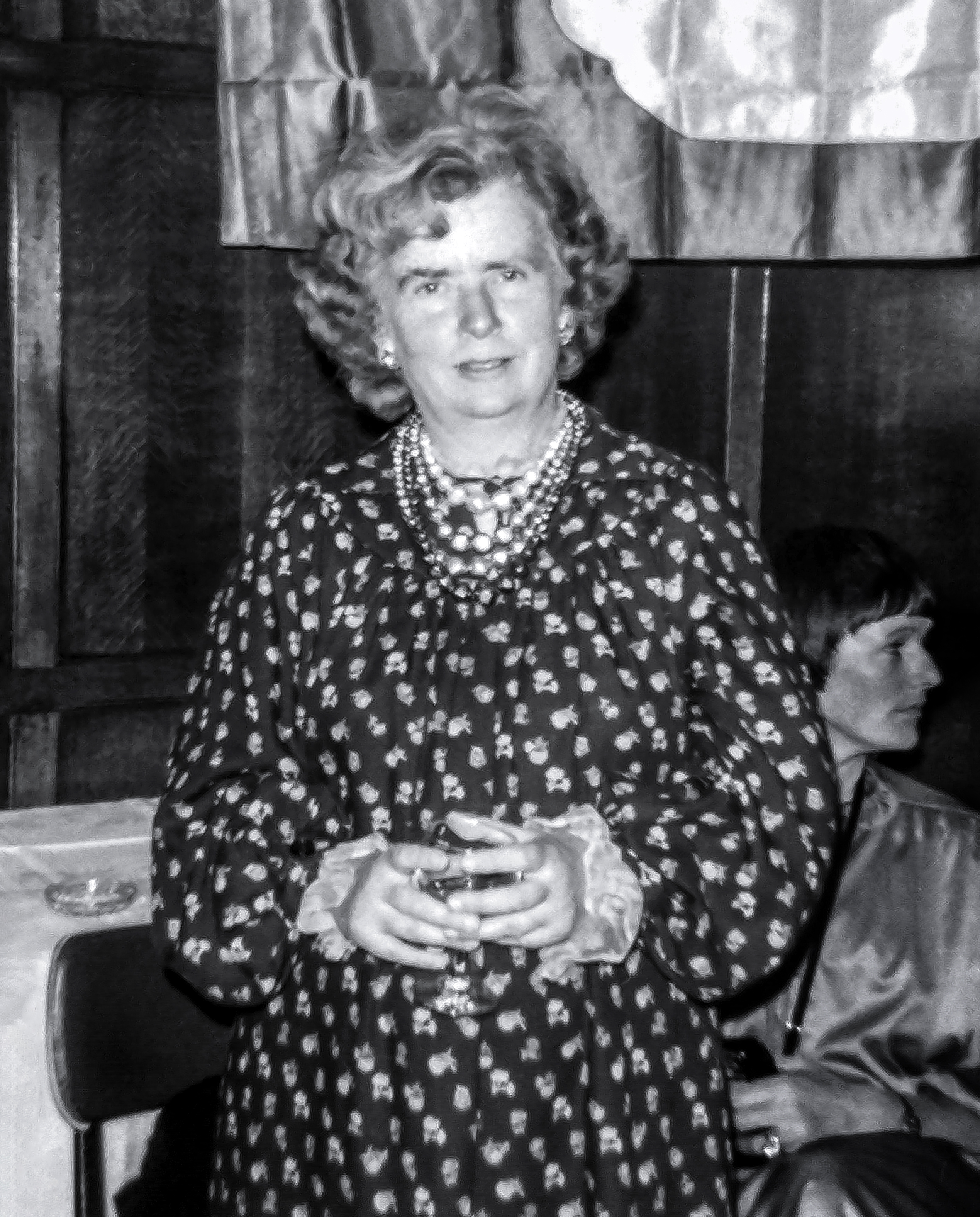
Priscilla Tolkien, Oxford 1979

Priscilla Mary Anne Reuel Tolkien (n. 18 de juny de 1929) és la quarta i més petita dels fills de J. R. R. Tolkien, i la seva única filla. Priscilla havia estat molt esperada per Tolkien i la seva muller, naixent al número 22 de Northmoor Road, Oxford, poc abans que la parella es traslladés al número 20 de Northmoor Road, el 1930. Va prendre part activa en la producció d'El Senyor dels Anells passant a màquina alguns dels primers capítols pel seu pare, quan tenia 14 anys. Va graduar-se en anglès al Lady Margaret Hall (Oxford) el 1951. El nom inicial de Frodo Saquet en el quart borrador d'El Senyor dels Anells era Bingo Bolger-Baggins, rebent el nom d'una família d'ossos de joguina propietat de Priscilla.
Va acompanyar al seu pare en un viatge de dues setmanes a Itàlia entre juliol i agost de 1955. Després d'això es va independitzar, tot i que veia freqüentment als seus pares, començant a treballar com a oficial de proves a la ciutat d'Oxford. També era treballadora social. Tolkien va escriure la seva darrera carta a Priscilla l'agost de 1973. és vicepresidenta honorària de la Tolkien Society. She wrote an article titled My Father the Artist in December, 1976 for Amon Hen, the bulletin of the Tolkien Society. Després que el seu germà gran, John, va tornar a Oxford el 1987, els dos germans van començar a identificar i catalogar la ingent col·lecció de fotografies familiars. El 1992 van publicar un llibre titulat The Tolkien Family Album, que contenia imatges de la família Tolkien, celebrant així el 100è aniversari del seu pare.

### Michael George R. Tolkien
Michael George Reuel Tolkien (n. 1943) és un poeta britànic. És net de J. R. R. Tolkien, essent el fill gran de Michael H. R. Tolkien. Michael Tolkien es va educar a la The Oratory School d'Oxford, i posteriorment a l'Ampleforth College. Va estudiar anglès i llengües clàssiques a la St Andrews University i, posteriorment, filosofia a Oxford. Va ser professor d'anglès a la Uppingham School fins al 1992. Ha publicat molts volums de poesia, entre els que es troben "Taking Cover", "Outstripping Gravity" o "Reaching for a Stranger." La seva editorial és Redbeck Press. Michael Tolkien té dues filles, Catherine, nascuda el 1969, i Ruth, nascuda el 1982. Està casat amb l'artista Rosemary Walters. He sits on the board of the Tolkien Company.

### Simon Tolkien
Simon Mario Reuel Tolkien (n. 1959) és un advocat i escriptor britànic. És el net de J. R. R. Tolkien. És l'únic fill de Christopher Tolkien i la seva primera muller, Faith Faulconbridge. Simon Tolkien es va educar a la Dragon School d'Oxford, primer, i a la Downside School. Va estudiar història moderna al Trinity College d'Oxford. El 1984 es va casar amb Tracey Steinberg, nascuda el 1962. Tenen dos fills, Nicholas i Anna. Tracey Tolkien va posseir i gestionar una botiga de roba vintage a Chelsea (Londres), Steinberg & Tolkien, que va tancar el setembre de 2007. També va publicar diversos llibres sobre roba vintage i joieria. Simon es va convertir en advocat el 1994, especialitzant-se en defensa criminal i fiscalia. El seu fill Nicholas és autor i director d'obres de teatre, debutant amb la seva primera obra, Terezin, el juny de 2017.
El gener de 2000 va iniciar la seva carrera d'escriptor de ficció. La seva primera novel·la, descrita com una "comèdia negra", no va ser acceptada per ser publicada. La seva segona novel·la, un drama, va ser publicada als Estats Units amb el títol The Final Witness el 2002, i al Regne Unit com The Stepmother, el 2003. La seva segona obra publicada, The Inheritance (la primera d'una trilogia que protagonitzava l'inspector Trave, del Departament d'Investigació Criminal d'Oxfordshire, va ser publicada el 2010. El segon llibre sobre l'inspector Trave es va publicar el 2011 amb el títol The King of Diamonds. La tercera i darrera entrega de la saga, titulada Orders from Berlin, es va publicar el 2012. El 2016 va publicar una novel·la titulada No Man's Land, inspirada en l'experiència de J.R.R. Tolkien a la batalla del Somme.
Simon Tolkien es va mostrar en desacord amb la política de la Tolkien Estate en relació amb la trilogia d'El Senyor dels Anells. Quan Christopher Tolkien va declarar que la "Tolkien estate no tindria cap participació en les pel·lícules", Simon Tolkien se'n va desmarcar, oferint-se per cooperar amb els autors de les pel·lícules, assegurant que "opinava que hauríem d'implicar-nos més en les pel·lícules, però vaig ser anul·lat pel meu pare." Després d'una entrevista realitzada el 2001 per Independent, el 2003 Simon va ser entrevistat pel Daily Telegraph i altres mitjans on va explicar la relació amb el seu pare, que va descriure com en una bretxa permanent. No obstant, des d'aleshores s'han reconciliat.

### Royd Tolkien

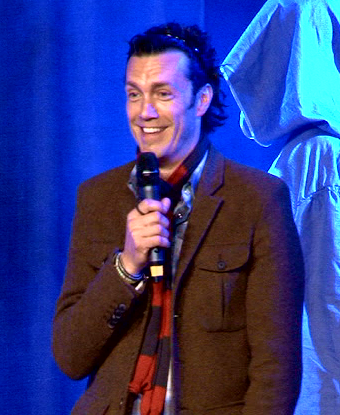
Royd Tolkien el 20 d'abril de 2014 a la convenció Hobbitcon II celebrada a Bonn, Alemanya

Royd Allan Reuel Tolkien (16 de juliol de 1969) és un besnet de J. R. R. Tolkien, fill de Joan Tolkien i Hugh Baker. A petició de Peter Jackson, va interpretar un rànger de Gondor en l'escena en què es preparen per defensar Osgíliath a El retorn del rei, la darrera pel·lícula de l'adaptació cinematogràfica que Jackson va fer de les obres del seu besavi. Royd Tolkien també ha produït una pel·lícula titulada Pimp, on també s'interpreta a si mateix. També va coproduir una pel·lícula titulada Tontine Massacre. Royd té una germana gran, Mandy Doyle, nascuda el 1967, així com un germà, Michael "Mike" Baker, que va néixer el 1975 i patia una malaltia degenerativa. Mike va morir el 2015.
El 2012, juntament amb el seu germà Mike i Peter Jackson, van aparèixer en un vídeo de seguretat de la companyia Air New Zealand, que formava part de la promoció global de la pel·lícula The Hobbit: An Unexpected Journey. Royd també va fer un cameo en l'edició estesa de la pel·lícula The Hobbit: The Desolation of Smaug. Apareix en una escena en la que Bèorn i Gàndalf discuteixen sobre les catacumbes en les què estan enterrats els Nazgûl.

### Ruth Tolkien
Ruth Mary Reuel Tolkien és una besneta de J. R. R. Tolkien. És la filla de Michael George Reuel Tolkien.
Ruth Tolkien és cega, i és considerada com l'única persona cega que ha participat en competicions d'esgrima contra persones amb visió normal en esdeveniments d'esgrima al Regne Unit. A setembre de 2015, es troba en la posició 186 del rànquing d'esgrima del Regne Unit. L'octubre de 2015 va ser entrevistada per Matthew Bannister a la cadena BBC World Service sobre el seu èxit en el camp de l'esgrima.

### Tim Tolkien
Timothy Tolkien (nascut l'octubre de 1962) és el renebot de J. R. R. Tolkien i net de Hilary Tolkien. El seu pare és Julian Tolkien. Professionalment es dedica a l'escultura, havent dissenyat diverses escultures monumentals, inclosa la receptora de diversos premis Sentinel.
El seu avi patern, Hilary Arthur Reuel Tolkien, era el germà petit de l'autor de fantasia.